# Hans Wegmann
Hans Wegmann (* 12. Mai 1889 in Neukirch, Gemeinde Egnach; † 24. März 1973 in Zürich) war ein Schweizer evangelischer Geistlicher.

## Leben

### Familie
Hans Wegmann war der Sohn des Pfarrers Jakob Wegmann (1847–1927) und dessen Ehefrau, die Schriftstellerin Alice Emilie (geb. Dändliker); er hatte noch drei Geschwister.
Er war seit 1959 mit Rosa Helena Brunner (geb. Markwalder) verheiratet.

### Ausbildung
Hans Wegmann immatrikulierte sich an der Universität Basel zu einem Theologiestudium, das er an der Universität Marburg, der Universität Berlin und der Universität Zürich fortsetzte.

### Werdegang
Nach dem Studium wurde Hans Wegmann 1914 Pfarrer in Banja Luka in Österreich-Ungarn, war dann von 1918 für ein Jahr Vikar in Valzeina und Flims, bevor er von 1919 bis 1923 Pfarrer in Dussnang wurde. 1923 kam er als Pfarrer nach Wald bei Zürich und 1929 wurde er Pfarrer in Winterthur.
Von 1932 bis 1956 war er Pfarrer an der Kreuzkirche in Zürich.

### Geistliches Wirken
Hans Wegmann, der als Prediger, Seelsorger und Religionslehrer für das gebildete Bürgertum tätig war, setzte sich weniger mit seinen theologischen Zeitgenossen, dafür aber umso intensiver mit Max Scheler, Carl Gustav Jung, mit dem er sich auch brieflich austauschte, dem Naturphilosophen Bernhard Bavink sowie mit nichtchristlichen Religionen auseinander.
Er erregte Aufsehen damit, dass er die Vorstellung von der Allmacht Gottes infrage stellte und den Menschen als Gottes Mitarbeiter sah.
Er trat auch als Lyriker und Verfasser eines Kirchenlieds hervor; einfache und klare Sätze prägten seine Liedstrophen, die er 1952 schrieb.

## Schriften (Auswahl)
- Die religiöse Lage der Gegenwart und das freie Christentum. Zürich Beer 1932.
- Gottesreich und Menschenherrschaft. Bern 1936.
- Gottesglaube und Welterlebnis. Bern, Paul Haupt 1937.
- Das Raetsel der Suende. Bern, Haupt 1937.
- Erlösung. Bern: Paul Haupt Verlag, 1939.
- Hans Wegmann; Gunter Böhmer: Himmel und Erde – Gedichte. St. Gallen Tschudy 1945.
- Das Mysterium des Lebens. 1949 (franz. 1954).
- Sieg über das Leid. Zürich: Artemis, cop. 1951.
- Die ausserchristlichen Religionen der Gegenwart. Zuerich: Strom-Verl., ca. 1960.
- Glauben ohne Dogma. 1976.